# Greg Barker, Nam tước Barker xứ Battle
Gregory Leonard George Barker, Nam tước Barker xứ Battle, PC (sinh ngày 8 tháng 3 năm 1966) là một chính khách của đảng Bảo thủ Anh và cuộc sống ngang hàng. Vào tháng 5 năm 2010, ông được bổ nhiệm làm Bộ trưởng Bộ Năng lượng và Biến đổi khí hậu phục vụ cho đến năm 2015, khi ông giữ chức MP cho khu vực Bexhill và Battle. Bây giờ ông ngồi trong Viện Quý tộc.

## Tuổi thơ và giáo dục
Sinh ra ở Sussex, Barker theo học tại trường tiểu học Upper Beeding, trường ngữ pháp Steyning và trường cao đẳng Lance.  Năm 1987, ông lấy bằng cử nhân lịch sử và chính trị tại Đại học Royal Holloway, London. Năm 1990-91, ông theo học chương trình tài chính doanh nghiệp tại Trường Kinh doanh London.

## Đời tư
Barker kết hôn với Celeste Harrison, người thừa kế gia sản nhà máy bia Charles Wells, năm 1992. Sau một báo cáo nhật ký trên tờ The Observer, Barker xác nhận ông và vợ đã ly thân, và vào ngày 26 tháng 10 năm 2006, tờ báo lá cải của Anh, tờ Daily Mirror tiết lộ rằng ông đã bỏ vợ con cho chuyên gia thời trang cổ điển William Banks-Blaney. Tờ báo ủng hộ câu chuyện bằng cách trích dẫn mẹ vợ.
Tờ Independent on Sunday sau đó đã báo cáo rằng Barker đã xác nhận rằng ông là người đồng tính.
Tài sản của Barker ước tính khoảng  £3.9 triệu.
Vào tháng 5 năm 2012 Barker đã thu hút sự chú ý của truyền thông sau khi được báo cáo rằng ông đã sử dụng lò vi sóng của nhân viên tại Bộ Năng lượng và Biến đổi khí hậu để làm ấm một chiếc đệm cho dachshund thú cưng của mình, Otto. Vào tháng 1 năm 2012, Otto là người tham gia Triển lãm Chó của năm lần thứ 20 của Westminster, nhưng đã bị đánh bại để giành giải thưởng bởi Star, một giống chó sục thuộc sở hữu của MP bảo thủ của Barker, Charlie Elphicke.